# Châu thổ Okavango

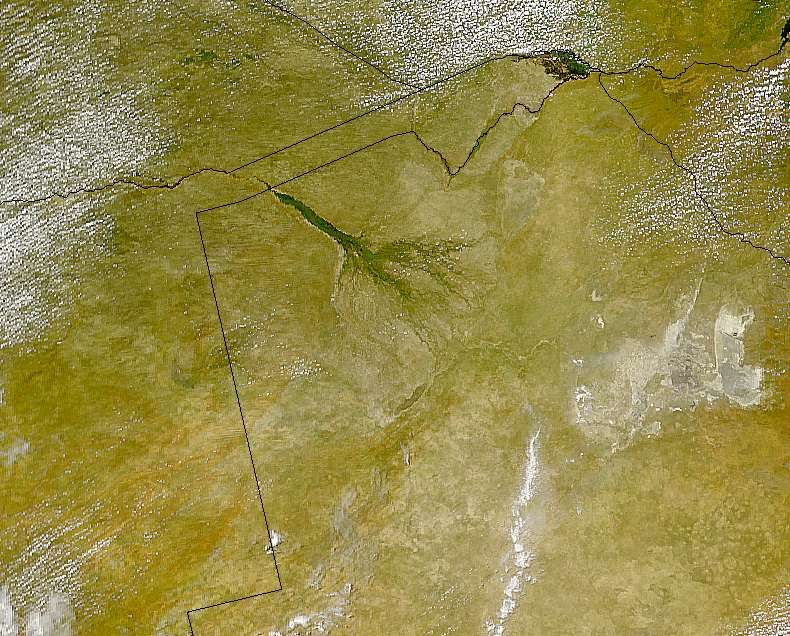
Hình ảnh vệ tinh của Okavango từ NASA.

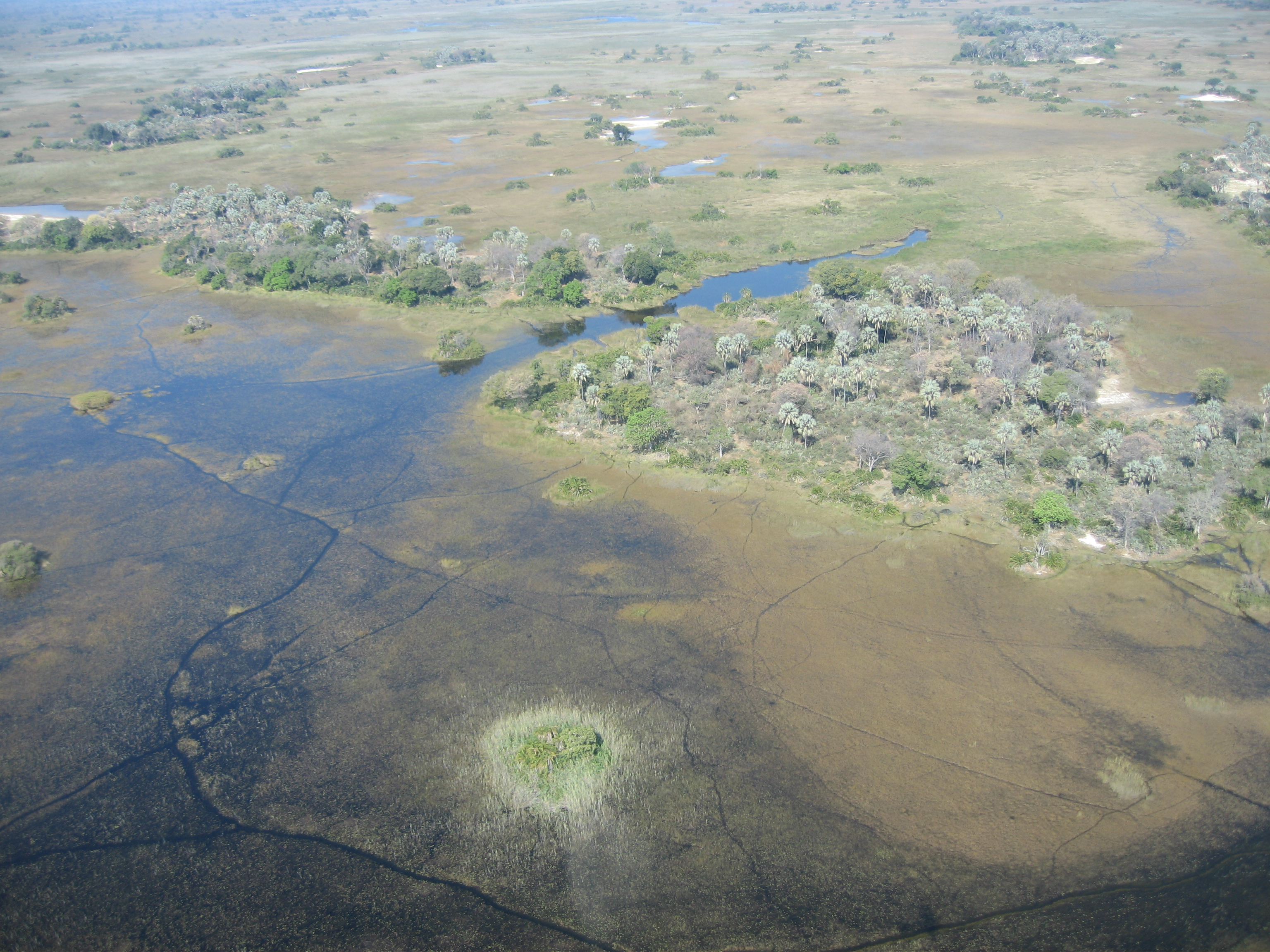
Khu vực điển hình ở đồng bằng sông Okavango, với các con kênh, hồ, đầm lầy và đảo nổi.

Châu thổ Okavango hay Đồng cỏ Okavango (trước đây là Okovango hoặc Okovanggo) ở Botswana là khu vực đầm lầy châu thổ nội địa rất lớn được hình thành bởi sông Okavango kiến tạo ở trung tâm của lưu vực nội lục Kalahari. Nước tại đây tự bốc hơi và thoát hơi nước chứ không chảy ra bất kỳ biển hoặc đại dương nào. Mỗi năm có khoảng 11 kilômét khối (2,6 mi khối) nước trải rộng trên diện tích 6.000–15.000 km2 (2.300–5.800 dặm vuông Anh). Một lượng nước lũ chảy vào hồ Ngami. Khu vực từng là một phần của hồ Makgadikgadi, một hồ cổ xưa hầu hết đã bị khô cạn vào thế Toàn Tân sớm. Khu bảo tồn thú săn Moremi là một vườn quốc gia ở phía đông của đồng bằng. Châu thổ Okavango là một trong Bảy kỳ quan thiên nhiên châu Phi, được chính thức tuyên bố vào ngày 11 tháng 2 năm 2013 tại Arusha, Tanzania. Vào ngày 22 tháng 6 năm 2014, châu thổ Okavango trở thành địa điểm thứ 1000 được ghi vào danh sách di sản thế giới của UNESCO.
Mặc dù châu thổ Okavango được cho là đồng bằng nội địa lớn nhất thế giới nhưng thực tế lại không phải vậy. Ngay ở châu Phi đã có hai vùng đồng bằng có đặc điểm địa chất tương tự lớn hơn đó là Sudd trên sông Nin ở Nam Sudan, và đồng bằng nội địa sông Niger ở Mali.

## Địa lý

### Vùng đồng bằng ngập lụt
Okavango được nuôi dưỡng bởi lũ lụt theo mùa. Sông Okavango chảy vào mùa hè (tháng 1-2) nhận lượng mưa lớn từ cao nguyên Angola và tạo thành dòng chảy 1.200 km trong khoảng một tháng. Vùng nước ngập lụt sau đó lan rộng ra trên 250 nhân 150 km (155 nhân 93 mi) diện tích vùng đồng bằng trong bốn tháng tiếp theo (từ tháng 3 đến 6). Nhiệt độ cao của vùng đồng bằng gây ra hiện tượng bốc hơi nước nhanh, dẫn đến một chu kỳ tăng và giảm mực nước thường niên cao. Đỉnh điểm lũ là vào giữa tháng 6 đến tháng 8 sau suốt thời gian khô hạn trước đó, khi đồng bằng sông mở rộng ra gấp ba lần kích thước bình thường của nó, thu hút các loài động vật từ các vùng đất xung quanh và tạo thành một trong những cảnh tượng động vật hoang dã lớn nhất ở châu Phi.
Vùng châu thổ rất bằng phẳng, với sự thay đổi ít hơn 2 m (6 ft 7 in) trong một khu vực diện tích rộng 15.000 km2 (5.800 dặm vuông Anh).

### Lưu lượng nước
Mỗi năm có khoảng 11 km khối (tức là khoảng 11.000 tỷ lít) nước đổ vào vùng châu thổ. Khoảng 60% sau đó bị thoát hơi nước bởi các loài thực vật, 36% bị bốc hơi, 2% thấm vào hệ thống tầng nước ngầm, và 2% chảy vào hồ Ngami. Điều này có nghĩa là dòng sông không thể đưa các khoáng chất vào và khiến cho khu vực ngày càng trở nên mặn, nhưng hiệu ứng này làm giảm hàm lượng muối, tích tụ xung quanh rễ cây. Độ mặn thấp của nước cũng có nghĩa là lũ lụt không làm giàu cho các vùng đồng bằng bằng các chất dinh dưỡng.

### Đảo muối
Tích tụ muối xung quanh rễ cây tạo ra các mảng trắng cằn cỗi ở trung tâm đồng bằng với hàng ngàn đảo vốn đã quá mặn để cây cối hấp thụ được, ngoại trừ một số cây kháng muối như cau. Cây cỏ phát triển trên nền đất quanh các cạnh của đảo, nơi mà nồng độ muối vẫn chưa quá mặn.

### Đảo Chief
Hòn đảo lớn nhất trong vùng châu thổ được hình thành bởi đường đứt gãy nâng lên trên một khu vực dài hơn 70 km long (43 mi) và rộng 15 km wide (9,3 mi). Trong quá khứ, nó từng là khu vực săn bắn riêng cho người đứng đầu lãnh địa, giờ là khu vực lõi cho nhiều loài động vật hoang dã trú ẩn khi nước dâng lên cao.

## Khí hậu
Vùng châu thổ với nhiều cây xanh không phải là bởi khí hậu ẩm ướt; đúng hơn, nó là một ốc đảo trong một đất nước khô cằn. Lượng mưa trung bình hàng năm là 450 mm (18 in) (bằng khoảng một phần ba lưu vực của nó ở Angola) và hầu hết là vào giữa tháng 12 đến tháng 3 bằng các trận mưa giông lớn.
Tháng 12 đến tháng 2 là khoảng thời gian nóng ẩm với nhiệt độ ban ngày có thể lên tới 40 °C (104 °F), ban đêm ấm, và độ ẩm dao động từ 50% đến 80%. Từ tháng 3 đến tháng 5, nhiệt độ trở nên dễ chịu hơn với mức nền nhiệt tối đa là 30 °C (86 °F) vào ban ngày và mát mẻ về đêm. Nước của những cơn mưa nhanh chóng bị khô đi vào những tháng mùa đông có khí hậu lạnh và khô vào tháng 6 đến tháng 8. Nhiệt độ ban ngày tại thời điểm này của năm đều ấm nhẹ, nhưng nhiệt độ bắt đầu giảm đi sau khi mặt trời lặn. Đêm có thể lạnh một cách đáng ngạc nhiên ở vùng châu thổ này, với nhiệt độ chỉ ở trên ngưỡng đóng băng. Từ tháng 9 - 11 là giai đoạn nóng đỉnh điểm. Tháng 10 là tháng khó khăn nhất cho du khách, nhiệt độ ban ngày thường vượt ngưỡng 40 °C (104 °F) và khô, chỉ thỉnh thoảng dịu bớt bởi một trận mưa đột ngột.

## Động vật hoang dã

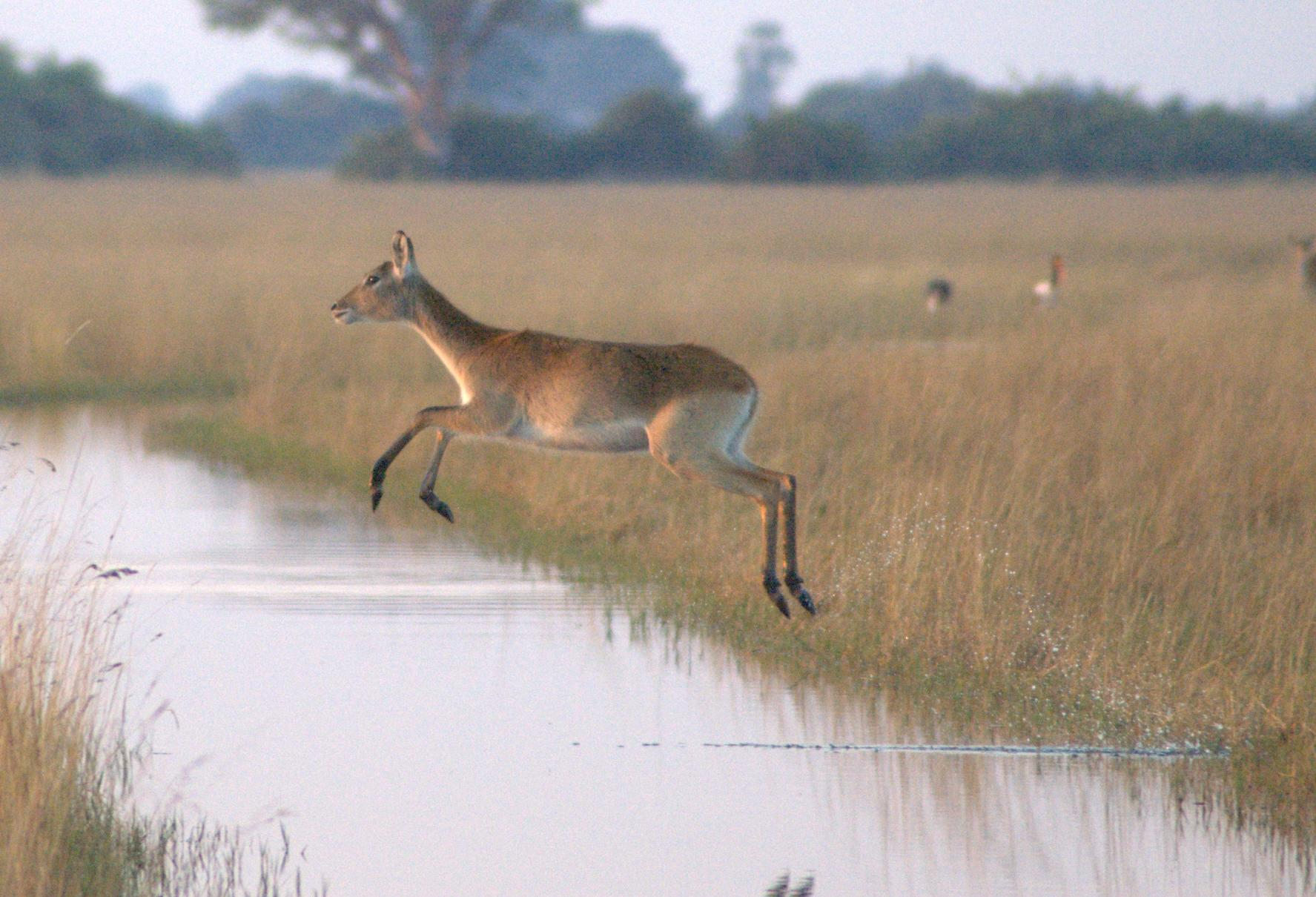
Một con Linh dương đồng cỏ cái tại đồng bằng.

Châu thổ Okavango là nơi trú ẩn và trú ẩn theo mùa cho một loạt các loài động vật hoang dã, khiến nó trở thành một điểm thu hút du lịch nổi tiếng.
Các loài đáng chú ý bao gồm Voi bụi rậm châu Phi, Trâu rừng châu Phi, Hà mã, Linh dương đồng cỏ, Quyến linh, Linh dương Sitatunga, Linh dương đầu bò xanh, hươu cao cổ, cá sấu sông Nin, Sư tử, Báo săn, Báo hoa mai, Linh cẩu nâu, Linh cẩu đốm, Linh dương nhảy, Linh dương Kudu lớn, Linh dương đen Đông Phi, Tê giác đen, Tê giác trắng, Ngựa vằn đồng bằng, Lợn bướu thông thường và Khỉ đầu chó Chacma. Đáng chú ý nhất là loài có nguy cơ tuyệt chủng tự nhiên, Chó hoang châu Phi vẫn tồn tại trong vùng đồng bằng sông Okavango, khiến nó là một trong những khu vực có mật độ động vật hoang dã lớn nhất châu Phi. Vùng đồng bằng cũng bao gồm hơn 400 loài chim, trong đó có cá Đại bàng cá châu Phi, Cú ăn cá Pel, Sếu vương miện xám, Sả ngực hoa cà, Cò đầu búa, Đà điểu châu Phi và Cò quăm trắng châu Phi.
Ước tính có 200.000 động vật có vú lớn trong và xung quanh vùng châu thổ cư trú theo mùa. Chúng di cư khi những cơn mưa mùa hè xuất hiện để tìm các vùng đồng cỏ mới, sau đó trở lại vùng đất này vào mùa đông. Số lượng các loài di cư lớn nhất phải kể đến linh dương đầu bò, trâu rừng châu Phi và voi.
Okavango là nhà của 71 loài cá bao gồm cá hổ châu Phi, cá rô phi và cá da trơn. Cá ở đây có kích thước từ 1,4 m (4,6 ft) của Cá trê phi cho đến những loài có kích thước chỉ 3,2 cm (1,3 in). Một số loài có mặt ở đây cũng được tìm thấy ở sông Zambezi, cho thấy một liên kết trong quá khứ giữa hai hệ thống sông này.
Động vật có vú lớn và có số lượng đông nhất tại đây là Linh dương đồng cỏ, với hơn 60.000 con. Chúng lớn hơn một chút lớn so với Linh dương Impala. Với bộ móng dài và có chất chống thấm nước trên các chân cho phép di chuyển nhanh chóng qua các khu vực nước sâu. Thức ăn của chúng là cỏ và thực vật thủy sinh gần các khu vực có nước giống như Linh dương nước.

## Mối đe dọa
Chính phủ Namibia đã đưa ra kế hoạch xây dựng một nhà máy thủy điện trong khu vực Zambezi, điều này sẽ làm thay đổi dòng chảy của sông Okavango ở một mức độ nhất định. Trong khi những người ủng hộ cho rằng ảnh hưởng chỉ ở mức tối thiểu, thì các nhà môi trường cho rằng dự án này có thể phá hủy hầu hết môi trường sống của các loài động thực vật phong phú ở đồng bằng. Các mối đe dọa khác bao gồm sự xâm lấn của con người địa phương và khai thác tài nguyên nước trong khu vực ở cả Angola và Namibia.
Nhà làm phim tài liệu và bảo tồn người Nam Phi Rick Lomba đã từng đoạt giải thưởng với những thước phim của trong những năm 1980 đã cảnh báo về mối đe dọa của những đàn gia súc đến khu vực. Bộ phim tài liệu của ông có tựa đề The End of Eden đã miêu tả sinh động và chân thực bộ mặt của vùng đồng bằng, điều này đã có tiếng nói giúp duy trì tính toàn vẹn của nó trong suốt thời gian qua.

## Hình ảnh

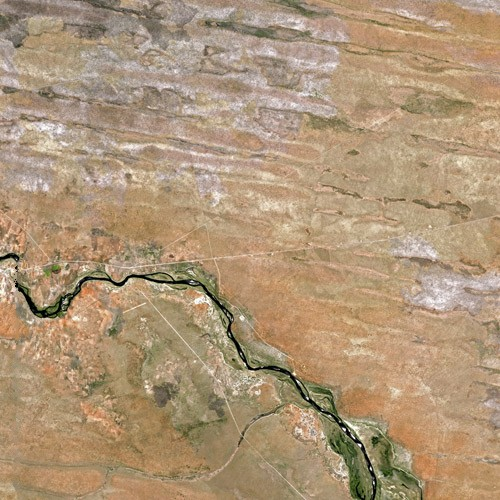
Đồng bằng Okavango nhìn thấy từ vệ tinh
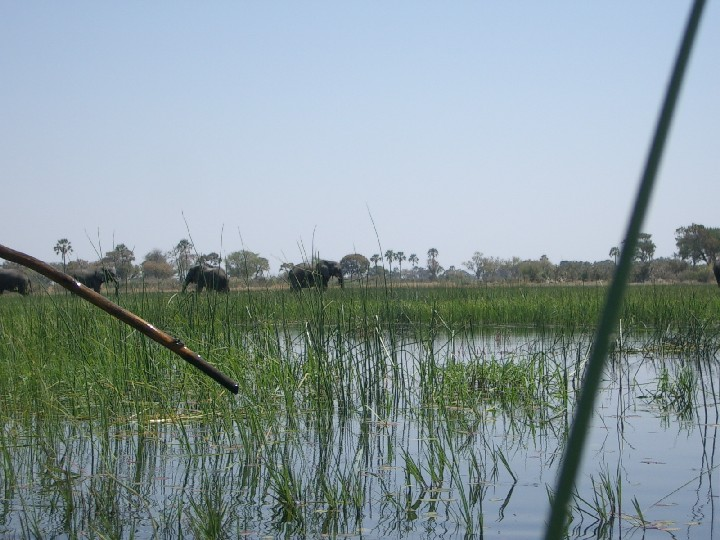
Voi ở đồng bằng sông Okavango nhìn thấy từ một chiếc thuyền Makoro.
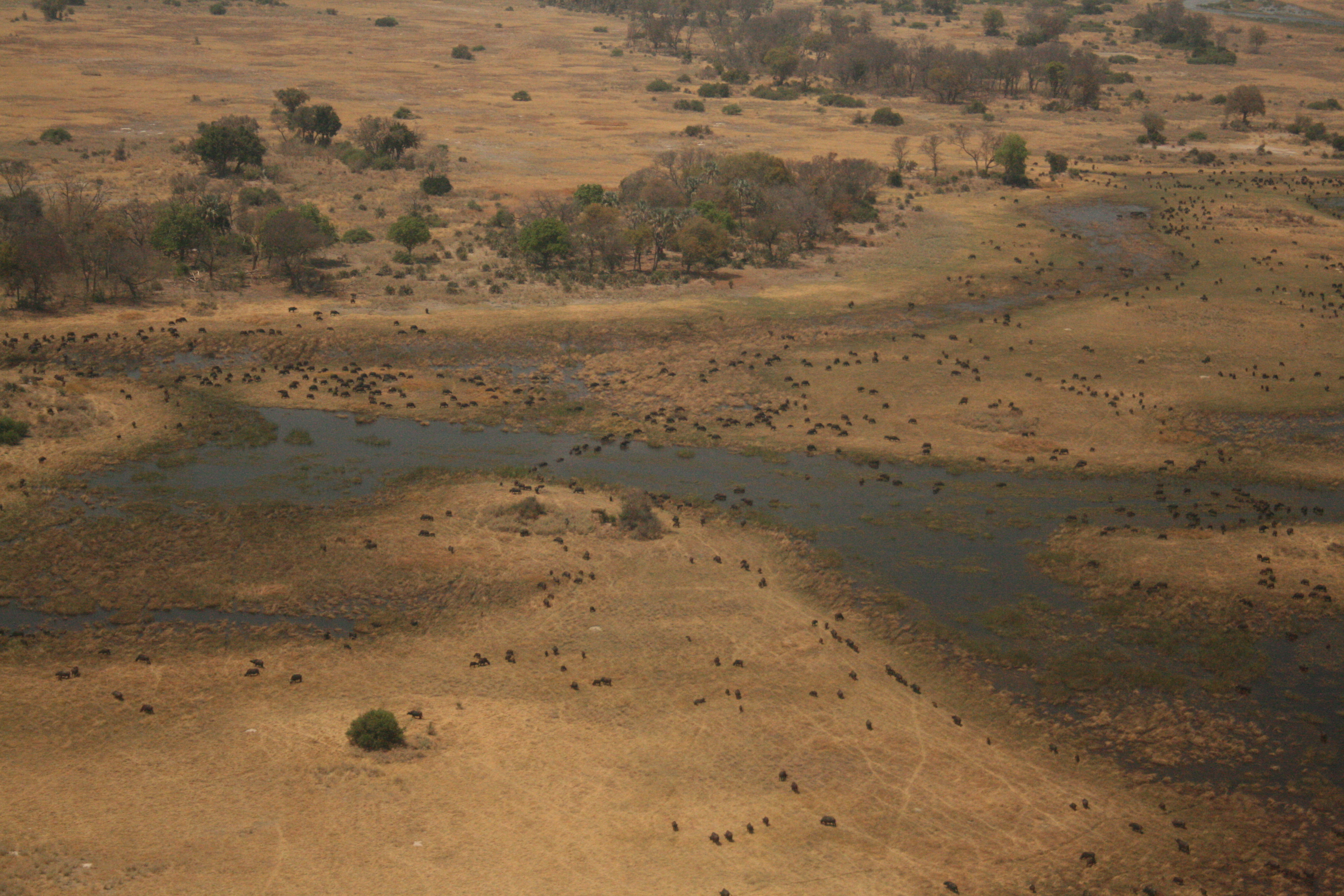
Một đàn trâu ở phần phía Nam của đồng bằng sông Okavango.
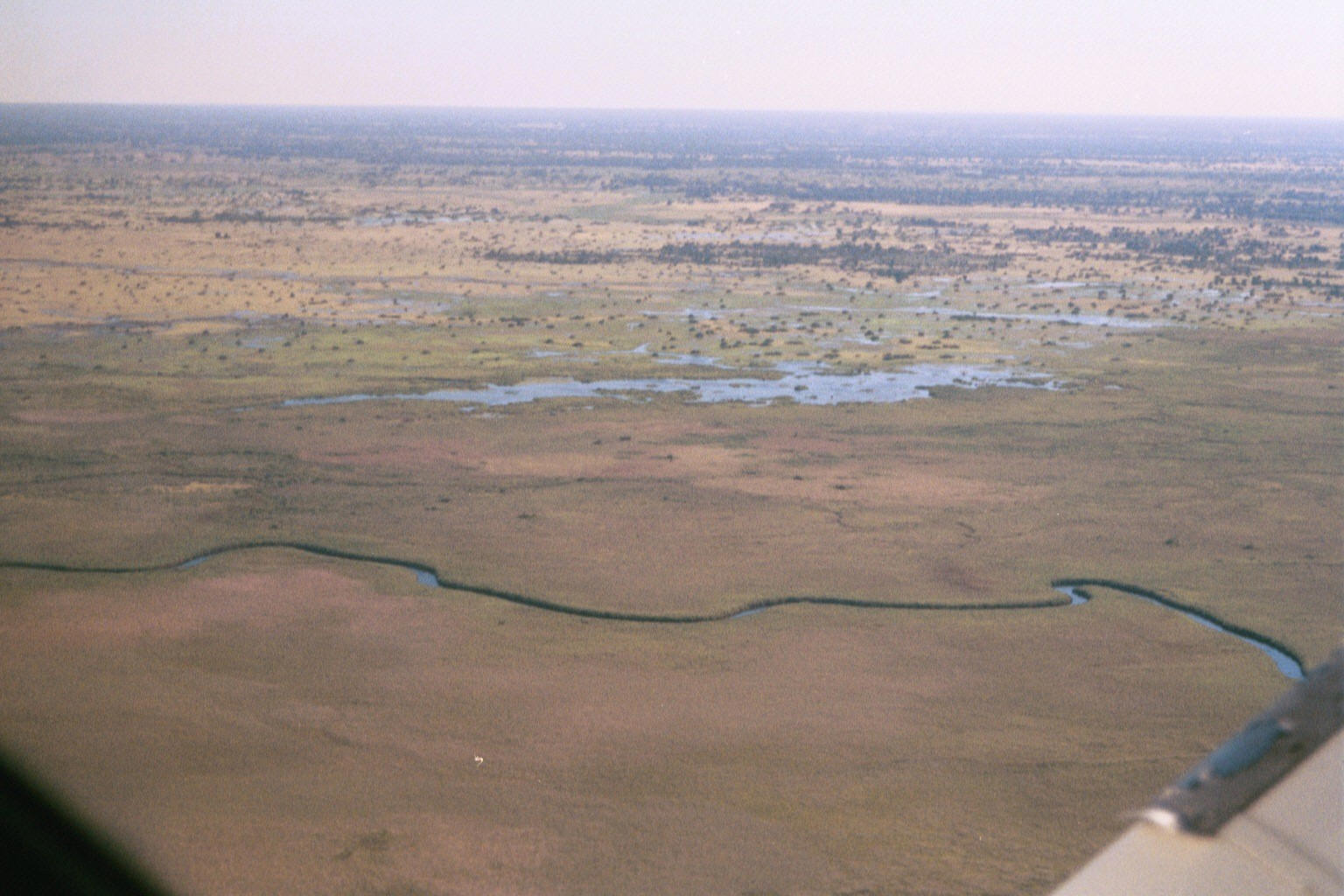
Okavango nhìn từ một chiếc Cessna ở độ cao 1.200 ft.
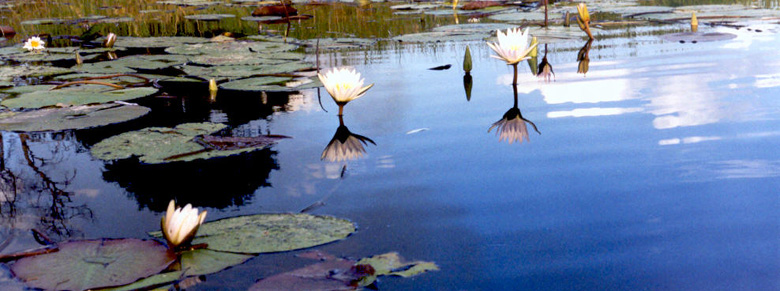
Hoa súng trong vùng đồng bằng.
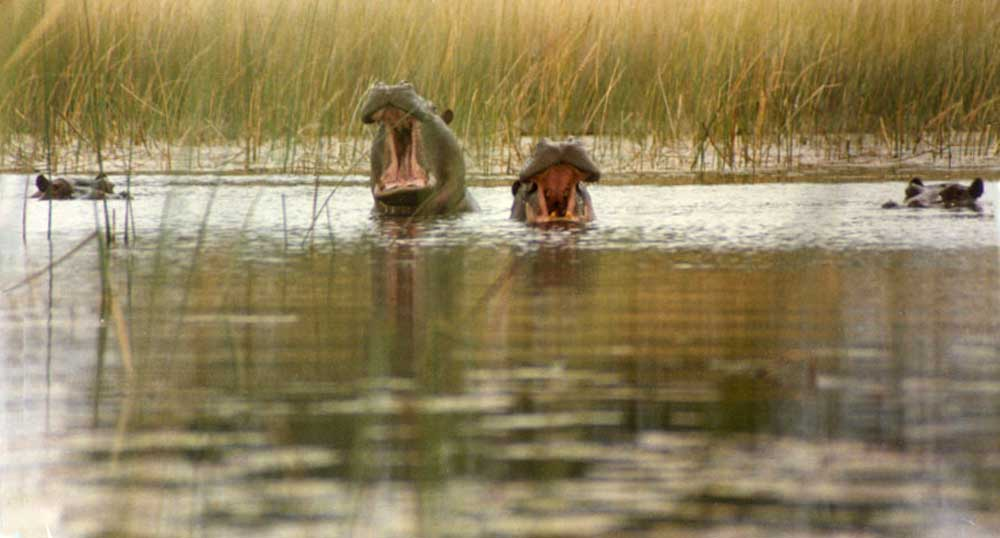
Hà mã nhìn từ một chiếc thuyền nhỏ ở Okavango
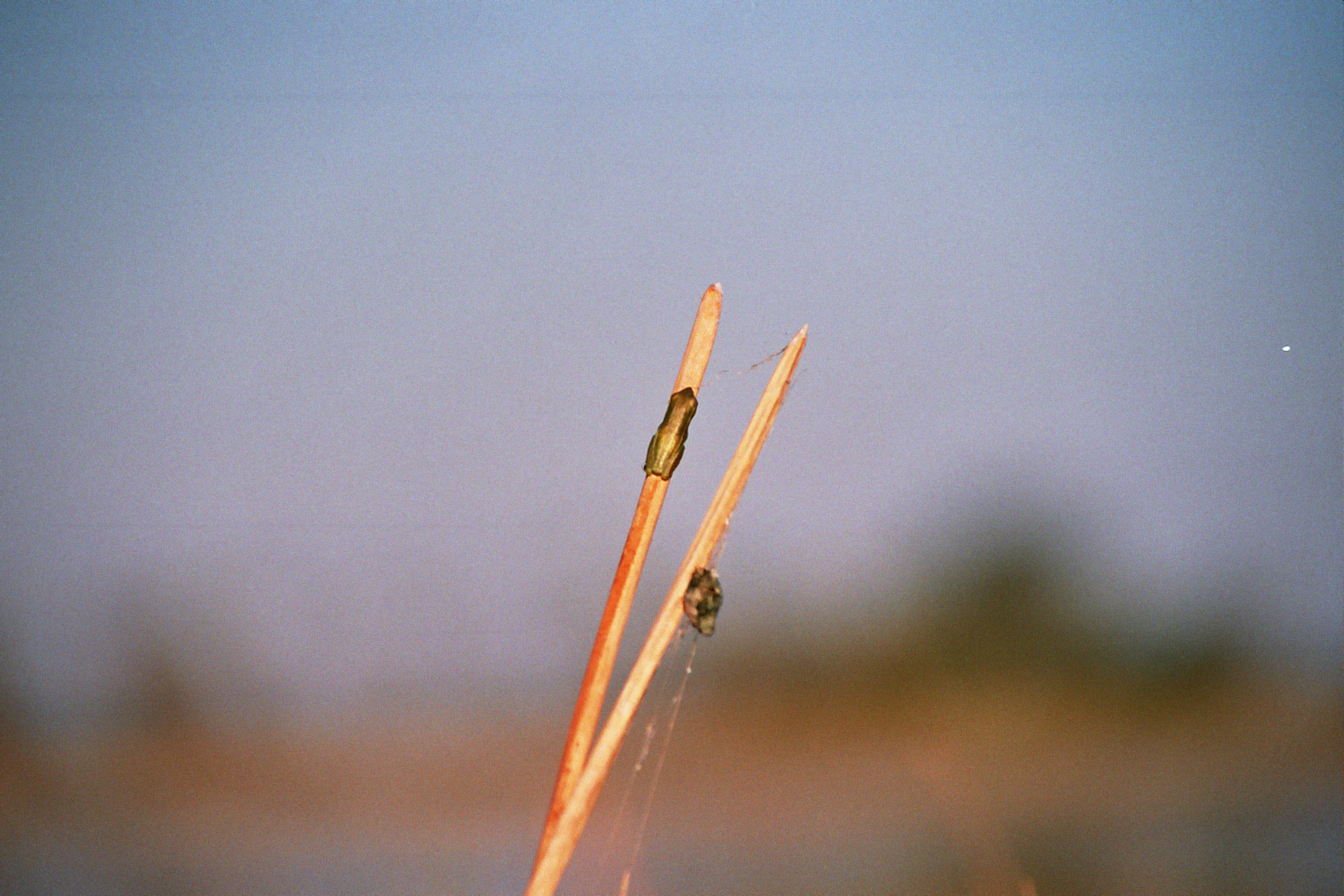
Ếch lau sậy tại đồng bằng sông Okavango
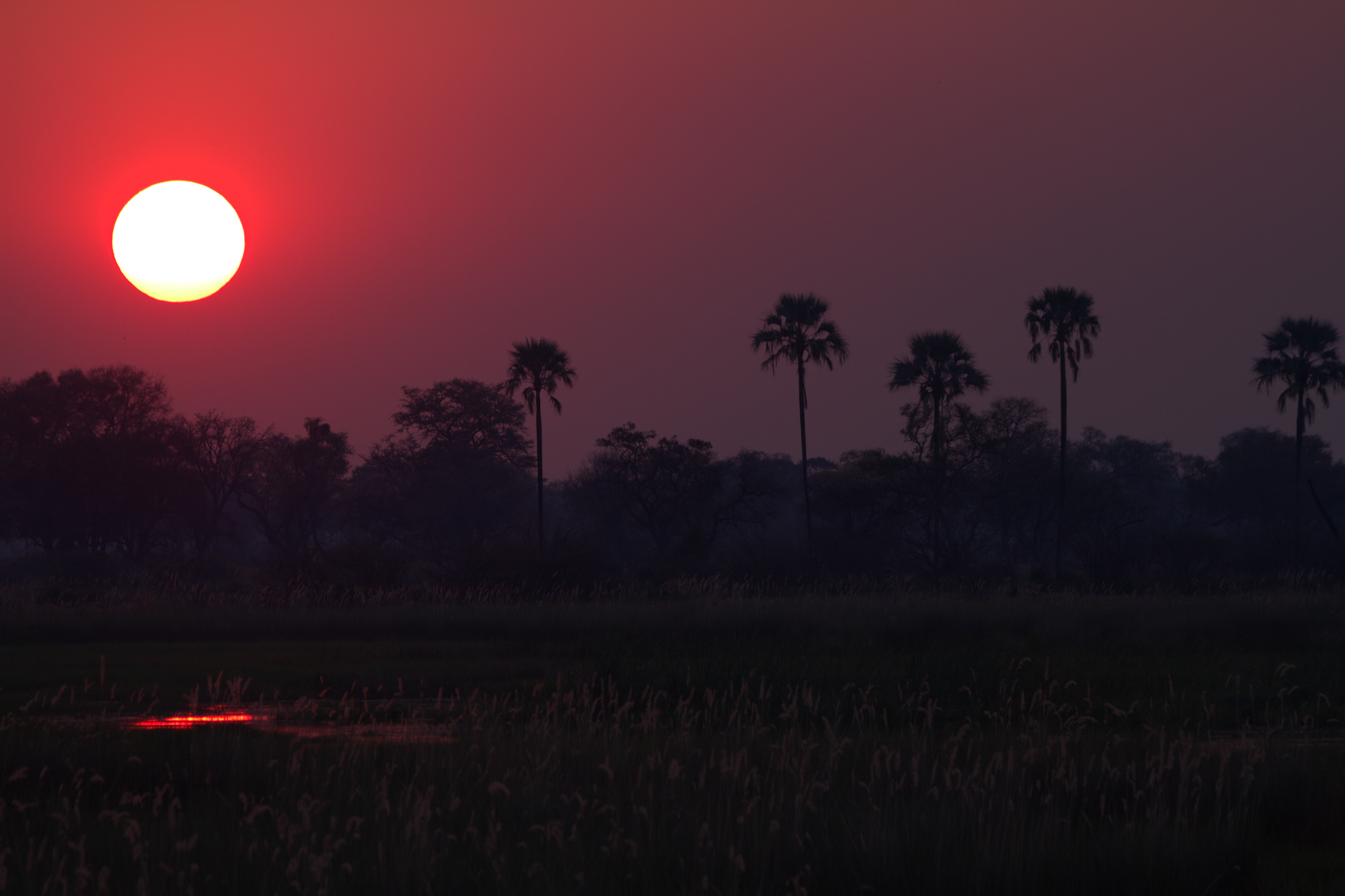
Hoàng hôn ở Okavango